# 李霨
李霨（1625年—1684年），字景霱，號坦園，直隸高陽（今河北）人，清初政治人物，累官戶部尚書、保和殿大學士。

## 生平
李霨为明朝內閣首輔李國之子，幼成孤儿，立志读书。清顺治二年（1645年）中順天府乡试舉人，顺治三年（1646年）联捷进士，改翰林院庶吉士，授检讨，特改编修。历升春坊中允、侍读、侍讲学士。顺治十五年（1658年）升秘书院大学士，改工部尚书兼东阁大学士，官至户部尚书兼保和殿大学士，加太子太师銜。康熙二十三年（1684年）卒，谥文勤。

## 家族
高陽李氏以成化進士李儼為第一世，即李霨天祖。二世李師儒為弘治進士。五世李霨父李國𣚴為萬曆進士。
夫人宛平朱國壽女朱氏，側史氏。有三子：長子李其凝（字孟績，號思齋)官至戶部郎中加三級。其凝夫人為杜立德女。次子李其恕(字仲如，號藥房）官至廣東肇慶知府，夫人順天張氏。三子李其旋官至兵部員外郎。
長子長孫李敏啟由工部主事升太常寺少卿，后擢大理寺卿。配宛平王熙侄女王燕女。繼配孫北海孫女。再配吏部尚書宋德宜長子宋駿業恩撫女宋氏。次子孫李敏迪（字循吉）任太平府知府加三級，誥封中憲大夫。配孫北海孫女。曾於康熙四十六丁亥年（1707）增修《太平府志》。喜文學，與明恭順侯吳允誠嫡孫吳穆（字鏡葊)交好。

## 延伸阅读
[在维基数据编辑]
 《清史稿·卷250》，出自趙爾巽《清史稿》